# República Popular China en los Juegos Olímpicos de Turín 2006
La República Popular China estuvo representada en los Juegos Olímpicos de Turín 2006 por un total de 73 deportistas que compitieron en 9 deportes.
La portadora de la bandera en la ceremonia de apertura fue la patinadora de velocidad en pista corta Yang Yang.

## Medallistas
El equipo olímpico chino obtuvo las siguientes medallas:
| Nombre               | Deporte                              | Competición   |
| -------------------- | ------------------------------------ | ------------- |
| Oro                  |                                      |               |
| Han Xiaopeng         | Esquí acrobático                     | Salto aéreo M |
| Wang Meng            | Patinaje de velocidad en pista corta | 500 m F       |
| Plata                |                                      |               |
| Li Nina              | Esquí acrobático                     | Salto aéreo F |
| Zhang Dan Zhang Hao  | Patinaje artístico                   | Parejas       |
| Wang Manli           | Patinaje de velocidad                | 500 m F       |
| Wang Meng            | Patinaje de velocidad en pista corta | 1000 m F      |
| Bronce               |                                      |               |
| Shen Xue Zhao Hongbo | Patinaje artístico                   | Parejas       |
| Ren Hui              | Patinaje de velocidad                | 500 m F       |
| Li Jiajun            | Patinaje de velocidad en pista corta | 1500 m M      |
| Yang Yang            | Patinaje de velocidad en pista corta | 1000 m F      |
| Wang Meng            | Patinaje de velocidad en pista corta | 1500 m F      |